# Slaget ved Buck Head Creek
Slaget ved Buck Head Creek var det andet slag under Shermans march til havet. Det blev udkæmpet den 28. november 1864, under den amerikanske borgerkrig. Unionskavaleri under brigadegeneral Hugh Judson Kilpatrick slog et angreb tilbage fra et lille Konfødereret kavalerikorps under generalmajor Joseph Wheeler men opgav at ødelægge jernbaner og befri krigsfanger.
Mens William Tecumseh Shermans infanteri marcherede sydøstpå ned gennem Georgia, rykkede hans kavaleri under Kilpatrick i nordøstlig retning den 24. november for at ødelægge jernbanen midtvejs mellem Augusta og Millen. Han havde også planer om at afbrænde jernbanebroen ved Briar Creek og om muligt befri unionssoldater, der blev holdt fanget i Camp Lawton i nærheden af Millen; samtidig fintede han en fremrykning mod Augusta. Wheeler blev narret og samlede sin kavaleristyrke omkring Augusta. Da Kilpatrick ikke dukkede op, forstod Wheeler at han havde taget fejl og red af sted i et forsøg på at fange sin modstander. Den 26. november indhentede Wheeler to unionsregimenter, som var sakket bagud, angreb deres lejr og jog dem hen til den hovedstyrken. Herved forhindrede han Kilpatrick i at ødelægge broen ved Briar Creek. Kilpatrick ødelagde i stedet 1½ km jernbanespor i nærheden. Da Kilpatrick fandt ud af, at unionsfangerne i Camp Lawton var blevet ført væk til ukendte steder, begyndte han sin fremrykning mod sydvest for at slutte sig til generalmajor William T. Shermans hovedkvarter.
Kilpatricks mænd slog lejr ved Buck Head Creek om natten den 27. november. Wheeler kom forbi den følgende morgen, og var tæt på at tage Kilpatrick til fange, hvorefter Wheeler forfulgte ham og hans mænd til Buck Head Creek. Da Kilpatricks hovedstyrke krydsede den lille flod, udførte det 5. Ohio kavaleri regiment under oberst Thomas T. Heath et bagholdsangreb bag en barrikade bestående af jernbaneskinner. Med støtte fra to kanoner han tilføjede Wheelers tropper alvorlige tab ved beskydning med kardæsker, hvorefter de brændte broen bag sig.
Wheeler krydsede snart floden og fulgte efter, men en unionsbrigade bag barrikader ved Reynolds plantage stoppede rebellernes fremstød og tvang dem til sidst til at trække sig tilbage. Kilpatrick red videre og sluttede sig til Sherman i Louisville, Georgia.
Unionens tab blev rapporteret som 57, mens Konføderationens blev beregnet til 600.

## Eksterne kilder
32°51′43″N 81°59′00″V / 32.86188°N 81.98334°V